# توت (مینی‌سریال)
توت (به انگلیسی: TUT) یک مینی سریال تلویزیونی آمریکایی-کانادایی تاریخی است که به شرح داستان زندگی توت‌عنخ‌آمون، فرعون مشهور سلسلهٔ هیجدهم مصر و توطئه‌هایی که در دربار علیه وی در جریان بود، می‌پردازد. بخشهایی از مینی سریال نیز به نبردهای مصریان و میتانی‌ها اختصاص یافته است. پخش این مینی سریال در فاصله ۱۹ تا ۲۱ ژوئیه سال ۲۰۱۵ و در سه قسمت ادامه داشت.

## بازیگران
| بازیگر        | نقش               |
| ------------- | ----------------- |
| بن کینگزلی    | وزیر اعظم، آیی    |
| اون جوگیا     | فرعون توت‌عنخ‌آمون  |
| سیبلا دین     | ملکه عنخ‌اسن‌آمون   |
| الکساندر صدیق | کاهن اعظم آمون    |
| کایلی بانبری  | همسر فرعون، سوهاد |
| نانسو آنوزی   | سرلشکر مصر، هرمهب |
| پیتر گادیوت   | کا                |
| ایو گلدبرگ    | لاگوس             |